# دینه‌کیس
دینه‌کیس (یونانی: Διηνέκης) یک سرباز نامدار اسپارتی بود که در جریان نبرد ترموپیل در سال ۴۸۰ پیش از میلاد کشته شد. وی را شجاع‌ترین سرباز یونانی می‌دانند که در آن دوران در نبردی حاضر بوده‌است. کلمات قصار و حکایت‌های متفاوتی از او، توسط مورخین یونانی نظیر هرودوت و پلوتارک بیان شده‌است و همین حکایت‌ها، به‌قول هرودت، او را به چهره‌ای ماندگار تبدیل کرد.
امروزه خیابان شرقی مشرف به مقبرهٔ لئونیداس در شهر اسپارتا به نام او نامگذاری شده‌است.